# Secret Samadhi
Secret Samadhi è il terzo album in studio del gruppo rock statunitense Live, pubblicato nel 1997.

## Tracce
1. Rattlesnake – 4:51
2. Lakini's Juice – 4:59
3. Graze – 5:39
4. Century – 3:22
5. Ghost – 6:19
6. Unsheathed – 3:36
7. Insomnia and the Hole in the Universe – 4:01
8. Turn My Head – 3:57
9. Heropsychodreamer – 2:48
10. Freaks – 4:50
11. Merica – 3:21
12. Gas Hed Goes West – 5:35

## Formazione
- Ed Kowalczyk – voce, chitarra
- Chad Taylor - chitarra, cori
- Chad Gracey – batteria, percussioni, cori
- Patrick Dahlheimer - basso

## Classifiche
| Classifica        | Posizione raggiunta |
| ----------------- | ------------------- |
| Australia         | 2                   |
| Austria           | 10                  |
| Belgio (Fiandre)  | 3                   |
| Belgio (Vallonia) | 27                  |
| Canada            | 1                   |
| Paesi Bassi       | 4                   |
| Finlandia         | 15                  |
| Nuova Zelanda     | 1                   |
| Norvegia          | 5                   |
| Svezia            | 8                   |
| Regno Unito       | 31                  |
| Stati Uniti       | 1                   |